# 2020년 AFC 솔리대리티컵
2020년 AFC 솔리대리티컵(2020 AFC Solidarity Cup)은 원래 2번째 AFC 솔리대리티컵으로 예정되어 있던 대회이다.
아시아 축구 연맹(AFC)은 2019년 9월 17일에 2020년 AFC 솔리대리티컵을 2020년 11월 30일부터 12월 13일까지 열기로 결정했다. 그러나 아시아 축구 연맹(AFC)은 2020년 8월 12일에 공개된 공식 성명을 통해 아시아에서 일어난 코로나19 범유행의 여파를 고려하여 해당 대회를 2021년으로 연기한다고 밝혔다. 하지만 아시아 축구 연맹(AFC)은 2020년 9월 10일에 공개된 공식 성명을 통해 코로나19 범유행의 여파를 고려하여 2020년 AFC 솔리대리컵을 취소하고 2024년에 2번째 AFC 솔리대리티컵을 개최한다고 결정했다. 그러나 2024년에 AFC 솔리대리티컵을 개최하려던 계획은 실현되지 않았다.

## 참가가 예정되어 있던 팀
다음 팀들은 2022년 FIFA 월드컵 아시아 지역 1차 예선에서 탈락한 팀으로서 2020년 AFC 솔리대리티컵에 참가할 예정이었으나 취소되었다.
- 부탄
- 브루나이
- 동티모르
- 라오스
- 파키스탄
- 마카오

2023년 AFC 아시안컵 예선 플레이오프 2라운드에서 탈락한 4개 팀은 2020년 AFC 솔리대리티컵에 참가할 예정이었으나 취소되었다.